# Capestang
 Capestang , en occitano Cabestanh, es una población y comuna francesa, situada en la región de Languedoc-Rosellón, departamento de Hérault, en el distrito de Béziers y cantón de Capestang.
En Capestang nació Max Derruau, geógrafo y geomorfólogo, profesor de la Universidad de Clermont-Ferrand.

## Demografía
| 3019 | 3014 | 2548 | 2675 | 2903 | 3007 |
| Para los censos de 1962 a 1999 la población legal corresponde a la población sin duplicidades (Fuente: INSEE [Consultar]) |      |      |      |      |      |